# Euophrys valens
Euophrys valens là một loài nhện trong họ Salticidae.
Loài này thuộc chi Euophrys. Euophrys valens được Friedrich Wilhelm Bösenberg & Lenz miêu tả năm 1895.